# Gabriele Lavia
Gabriele Lavia, né le 10 octobre 1942 à Milan, est un acteur et réalisateur italien.

## Biographie
Né à Milan dans une famille sicilienne, il a grandi à Turin.

## Filmographie non exhaustive

### Réalisateur
- 1983 : Principe di Homburg (it)
- 1985 : Scandaleuse Gilda (Scandalosa Gilda)
- 1986 : Sensi
- 1996 : La lupa
- 2000 : Scene da un matrimonio (téléfilm)
- 2015 : Vita di Galileo
- 2020 : L'uomo dal fiore in bocca

### Acteur
- 1972 : Girolimoni, il mostro di Roma de Damiano Damiani
- 1974 : La Tentation 'Il sorriso del grande tentatore) de Damiano Damiani
- 1975 : Les Frissons de l'angoisse (Profondo rosso) de Dario Argento
- 1980 : Inferno de Dario Argento
- 1983 : Zeder de Pupi Avati
- 2001 : Le Sang des innocents (Non ho sonno) de Dario Argento
- 2023 : La quattordicesima domenica del tempo ordinario de Pupi Avati : Marzio Barreca